# Ilha Secretary
A ilha Secretary (em maori:  Ka Tū-waewae-o-Tū) é uma ilha da Nova Zelândia no mar de Tasman, separada da ilha Sul pelos fiordes de Doubtful Sound e Thompson Sound. Com cerca de 81 km2 de área, atinge 1196 m de altitude no topo do monte Grono. Desabitada, integra o Parque Nacional de Fiordland. A ilha contém três lagos. O maior, o Lago Secretary, com mais de 600 metros de comprimento, está localizado abaixo do Monte Grono, a uma altitude de 550 metros.
A ilha é desabitada e o terreno é predominantemente íngreme, quase inteiramente coberto por densa floresta nativa de faia-podocarpo, incluindo plantas como viscos, que foram dizimados em outros lugares por cusus.
O seu isolamento e tamanho fazem dela uma das ilhas mais importantes da Nova Zelândia para os esforços de conservação de espécies nativas vulneráveis. A ilha nunca foi habitada por cusus ou roedores e, em 2007, cervos e arminhos também foram erradicados, tornando-a a maior ilha completamente livre de pragas da Nova Zelândia.
Com a remoção dos cervos, o ecossistema nativo completo prospera, com plantas desde a cobertura do solo até árvores que sustentam uma população saudável de animais nativos, de insetos e aranhas a pássaros nativos. As populações transferidas de aves ameaçadas de extinção, em particular, estão em recuperação graças à ausência de ratos.